# Jan Srp (kartograf)
Jan Srp (11. května 1849 Praha – 19. září 1913 Královské Vinohrady) byl český kartograf a umělecký litograf. Na přelomu 19. a 20. století nakreslil množství podrobných map českých zemí a několik přehledných map Rakouska-Uherska a Evropy pro řadu nakladatelů, zejména J. R. Vilímka.

## Život
Narodil se 11. května 1849 na Novém Městě pražském v domě č. 1045-II (dnes Na poříčí 1045/22, Praha 1) jako syn zámečníka Tomáše Srpa z Cerhenic a jeho pozdější manželky Josefy Mrázkové z Bystřice u Benešova.
Základy litografického a kartografického řemesla získal jako praktikant v 60. letech v „Prvním českém zeměpisném ústavu“ v Rybné ulici na Starém Městě pražském, první českojazyčné tiskárně na mapy. Závod byl amatérsky vedený, používal zastaralé vybavení, odborné činnosti vykonávali špatně placení a nekvalifikovaní pracovníci. V oboru se Srp musel zdokonalovat samostatným cvičením ve volném čase, protože v zaměstnání vykonával jen pomocné práce. Podnik brzy skončil z finančních důvodů — nízká kvalita prací, nemajetnost většiny zákazníků a nedostatek zakázek způsobily, že majitel neměl na nájemné.
Srp se zapojil do pražského společenského života. Roku 1868 vstoupil do Sokola. Členství v této organizaci pokládal za povinnost a pokud mohl, účastnil se všech cvičení a dalších akcí. Roku 1871 byl přijat do Umělecké besedy (asi ale později odešel a znovu vstoupil, protože mezi novými členy je uváděn i roku 1881). Od poloviny 70. let se pravidelně scházel s dalšími členy Sokola k diskusím v uzenářství Václava Čermáka ve Štěpánské, později Vodičkově ulici. Aktivně sledoval veřejný život a doplňoval si vědomosti o aktuálních otázkách. Spřátelil se zde zejména s novinářem Josefem Barákem, do debatního klubu patřili ale například také pozdější benešovský starosta Herink, chirurg Karel Maydl a spisovatel Ignát Herrmann. Přispíval na stavbu Národního divadla jako dárce i sběratel příspěvků. Byl také členem pěveckého sboru Hlahol vinohradský (viz též Hlahol).
Adresář z r. 1891 ho uvádí na adrese Brandlova 25, Vinohrady (dnes Římská ul.). Roku 1901 získal na Vinohradech domovské právo.
V posledních letech života trpěl zdravotními potížemi. Účastnil se ještě oslav 50 let Sokola (1912), zakázku na mapy balkánských bojišť (1912–1913) už ale odmítl ze zdravotních důvodů. Zemřel 19. září 1913 na Královských Vinohradech č. 579 (dnes rohový dům Americká 579/17 a Záhřebská 579/27, Praha 2) na zánět ledvin. Pohřben byl na Vinohradském hřbitově. V závěti odkázal 100 korun jako příspěvek Ústřední matici školské.

## Dílo
Ve své době byl známým kartografem a vyhledávaným spolupracovníkem grafických závodů. Z jeho prací, většinou nedatovaných, můžeme uvést např.:
- soubor 75 podrobných místopisných map pokrývajících celé území koruny České v měřítku 1:100.000, vydaný Vilímkovým nakladatelstvím v letech 1901–1906[15] s pozdějšími reedicemi (např. podle politických okresů).
- Šolcova nejnovější politická, cestovní, železniční a paroplavební mapa Evropy 1:8.000.000 (1909)
- Storchova nejnovější cestovní a železniční mapa Moravy a Slezska pro turisty, cyklisty a cestující 1:450 000 (1909)
- Storchova nejnovější politická, cestovní, železniční a paroplavební mapa Evropy 1:7.000.000 (1909)
- Storchova nejnovější politická, železniční a cestovní mapa Rakousko-Uherska (1910), měřítko neuvedeno
- Nejnovější politická a železniční cestovní mapa Rakousko-Uherska v měřítku 1:1 600.000, vydal Emil Šolc (posmrtně 1915)
- soubor map českých zemí v měřítku 1:100.000 v nakladatelství Bursík a Kohout (nedatováno)

Pro své přátele vydal roku 1883 v omezeném nákladu soukromou publikaci s cílem podpořit obnovu Národního divadla. Do veřejného prodeje se nedostala, jeden výtisk by měl být uložen v knihovně Národního muzea. (Název knihy se nepodařilo zjistit, historické zdroje ho neuvádějí.)
Do pamětního spisu ke 100. výročí litografie vložil vzpomínku na své praktikantské zkušenosti v Prvním českém zeměpisném ústavu.

## Rodina
- 7. září 1885 se v Litomyšli oženil s místní rodačkou Annou Poplerovou (1859–??).[17]
- Syn Jan Srp[18] (1888–1972) byl poštovní úředník, fotograf a autor fotografických příruček (ABC fotografa amatéra 1917 aj.)[19]